# LF (기업)
LF(LF; 한국: 093050)는 대한민국의 기성복 및 패션 잡화 제조 및 판매 업체이다. 모기업은 1953년 11월 설립된 락희산업(현 LG상사)이다. 2006년 LG상사에서 분리되어 출범하였다. 1995년까지는 반도패션이라는 사명을 사용하다가 1995년 9월 LG패션으로 CI를 변경하였다.
2007년 11월 LG그룹에서 분리 독립하였고, 2014년 4월에 현재의 사명으로 변경하였다. 사명인 LF는 'Life in Future'의 줄임말이다.
온라인 쇼핑몰로는 LFmall(https://www.lfmall.co.kr/)을 운영하고 있으며, LFmall에서 패션 브랜드는 물론 명품, 뷰티, 리빙, 식품, 가전까지 약 8,000여개의 프리미엄 브랜드를 만나볼수 있다.

## 공식 브랜드
- 헤지스 (HAZZYS)
- 닥스 (Daks)
- 질스튜어트 뉴욕 (JILLSTUART NEWYORK)
- 마에스트로 (Maestro)
- 바네사브루노 (VANESSABRUNO)
- 아떼 바네사브루노 (athe vanessabruno)
- 알레그리 (ALLEGRI)
- 리복 (Reebok)
- 바버 (Barbour)
- 티톤 브로스 (Teton Bros.)
- 더블플래그 (DOUBLE FLAG)
- 막스마라 (Max Mara)
- 레오나드 (LEONARD)
- 이자벨 마랑 (ISABEL MARANT)
- 빈스 (VINCE.)
- 포르테포르테 (forte_forte)
- 라움 (RAUM)
- 티엔지티 (TNGT)
- 일꼬르소 (ILCORSO)
- 질바이질스튜어트 (JILL By JILLSTUART)
- 던스트 (Dunst)
- 킨 (KEEN)
- 프리미아타 (PREMIATA)
- 아떼 (athe)
- 오피신 유니버셀 불리 (OFFICINE UNIVERSELLE BULY)
- 이에르 로르 (HYÈRES LOR)

## 시장 추세
- 경기 변동과 계절적 요인을 많이 반영하는 패션 업계상황에 따라,브랜드 아이덴티티 정착에 역량을 투입 중이다. 자체 브랜드, 라이선스 브랜드, 수입 브랜드 등 다양한 형태의 브랜드 비즈니스를 균형 있게 추진하며, 패션사업이 안정적으로 성장할 수 있는 기업 생태계를 마련했다.
- 헤지스, 마에스트로, 던스트, 아떼를 중심으로 해외 글로벌 시장으로의 시장 확대를 적극 추진 중이다. 헤지스는 2007년 중국, 2013년 대만, 2017년 베트남, 2024년 러시아에 진출했으며, 마에스트로는 2022년 베트남 시장에 진출해 브랜드 입지를 다지고 있다. 던스트는 2024년 4월 상해에 중국 법인을 설립하고 중국 시장 공략에 나섰다. 현재 중국을 비롯해 미주, 유럽, 아시아 등 20여 개국에 글로벌 홀세일 비즈니스를 펼치고 있다. 아떼는 2019년 일본 진출을 시작으로 베트남, 영국 등 해외 시장에 진출해 브랜드 영향력을 확대하고 있다.

## 기업 철학
- ‘브랜드를 통해 고객의 삶을 향상 시킨다'는 철학 아래 미래 라이프스타일과 문화를 창조하는 기업으로 나아가고 있다. 사명 변경과 함께 의∙식∙주로 사업 영역을 본격 다각화하고 있으며, 해외 진출과 신규 사업 개척을 통해 글로벌 생활문화기업으로 도약하고 있다.

## 스포츠 유니폼 스폰서
- FC 서울 (1986 ~ 1996)

## 기업/브랜드 채널
- LF 공식 홈페이지 : www.lfcorp.com
- LF 대표 쇼핑몰(LF몰) : www.lfmall.co.kr
- LF 공식 유튜브 채널 : <LF랑 놀자>
- LF몰 공식 인스타그램 : @lfmall_official
- 헤지스 공식 인스타그램 : @hazzys_official
- 아떼 뷰티 인스타그램 :  @athe.official
- 던스트 공식 인스타그램 : @dunst_official

## 관련 기사
- LF, 완성형 패션 포트폴리오 구축..."글로벌 영토 확장 드라이브" < 뉴스 < 기업일반 < 기업이 뛴다 < 기사본문 - 한스경제
- 'LG' 뗀 LF, 사업다각화 통했다…1.4조→1.9조 성장